# غفارة (لباس)
الغفَّارة أو الحبريَّة رداء طقسي، فهو عباءة طويلة مفتوحة من الأمام ومثبتة عند الصدر بشريط أو مشبك. قد يكون من أي لون طقسي .
يمكن ارتداء الغفَّارة من قبل أي رتبة من رجال الدين، وكذلك من قبل الوزراء العاديين في مناسبات خاصة. فإذا ارتداها الأسقف، فإنه يرتدي معها برطلاً. يُطلق على الإبزيم، الذي غالبًا ما يكون كثير الزخرفة، اسم مورس. أمَّا في فن الرسم فكثيراً ما تظهر الملائكة وهم يرتدون غفَّارات، خاصة في الرسم الهولندي المبكر.

## معرض صور

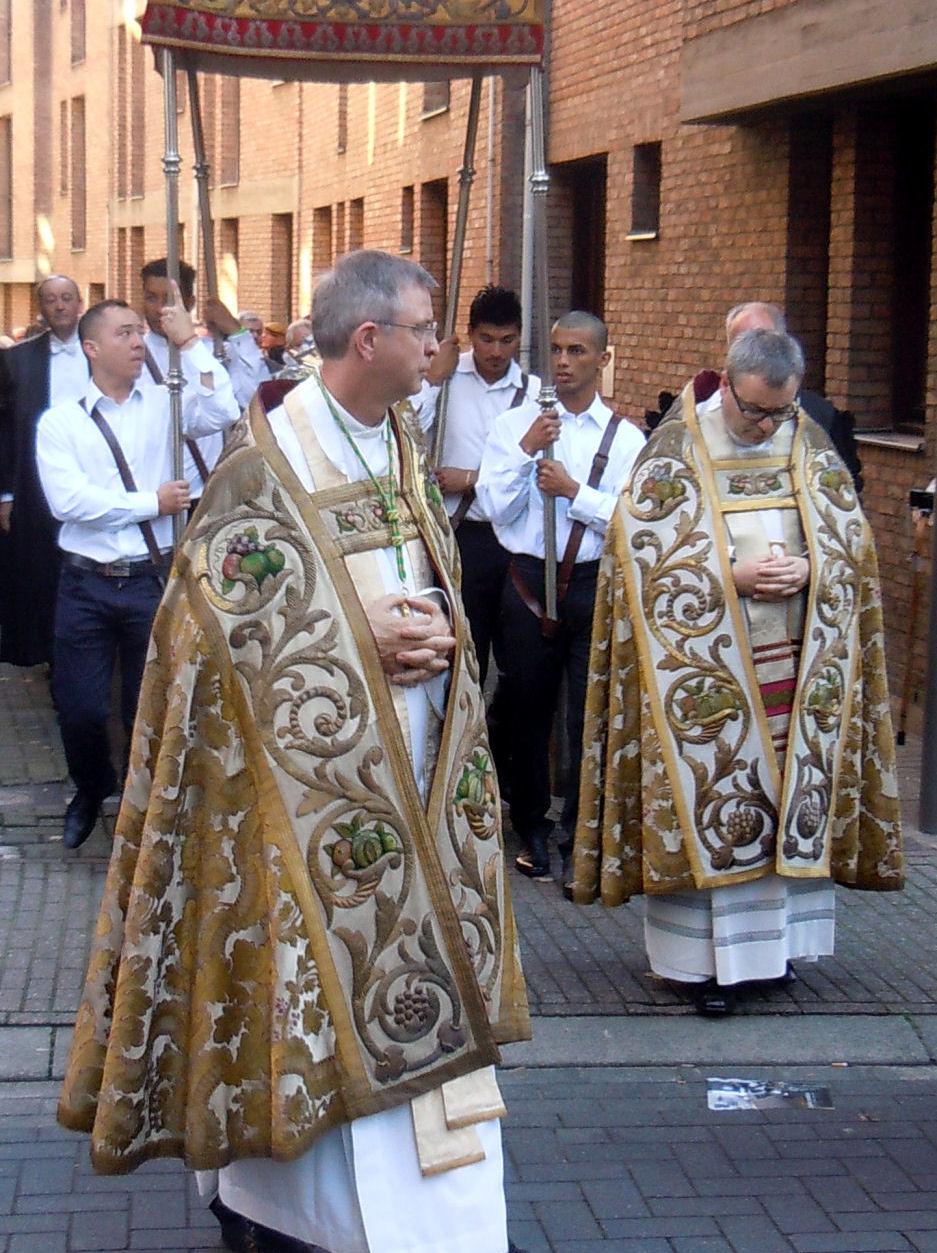
جون بوني، أسقف كاثوليكي، مرتدياً غفّارةً مطرزةً بالذهب، أنتويرب.
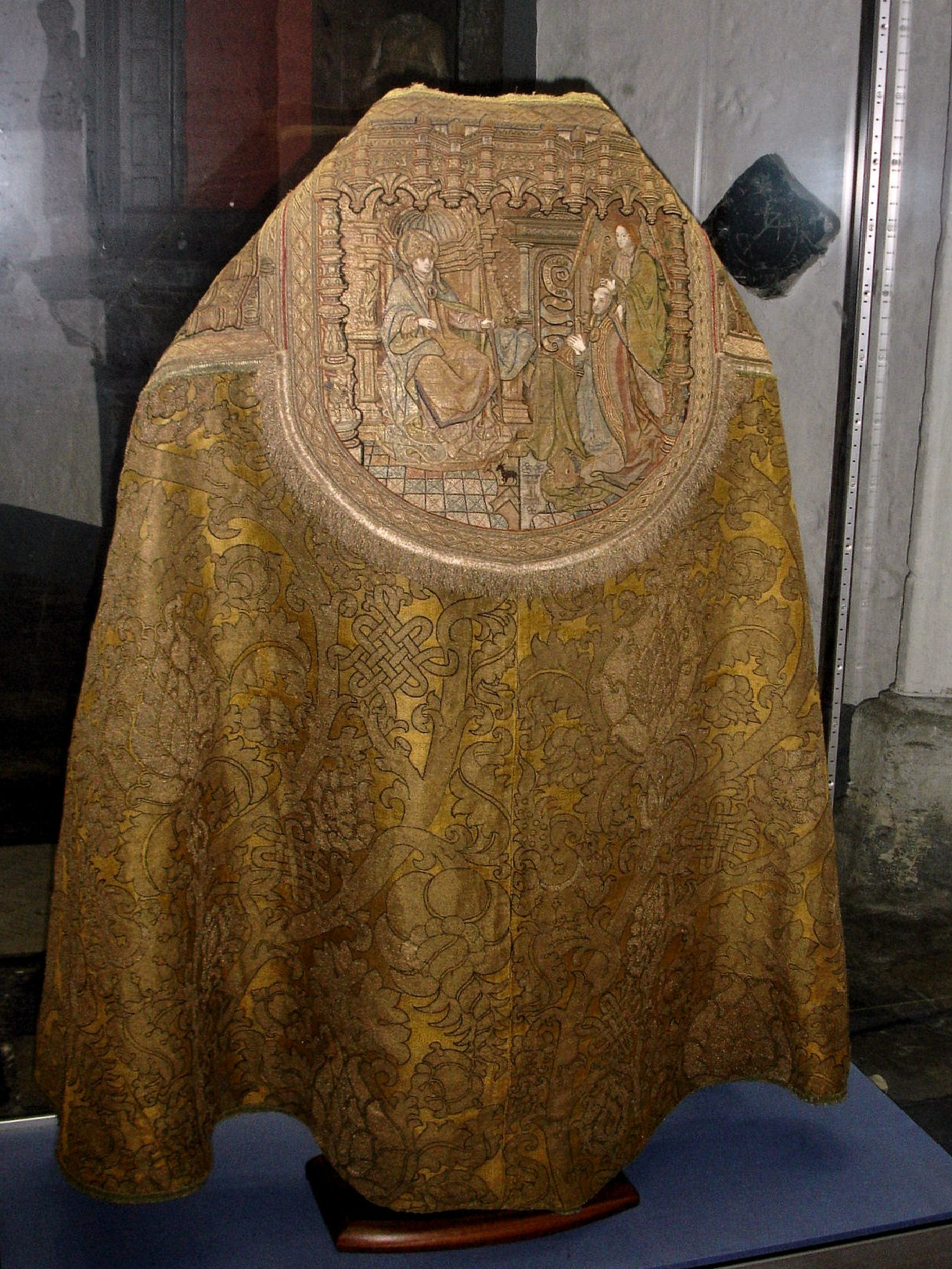
غفّارة مطرز بدقة، كاتدرائية القديس بافو، غنت، القرن الخامس عشر.
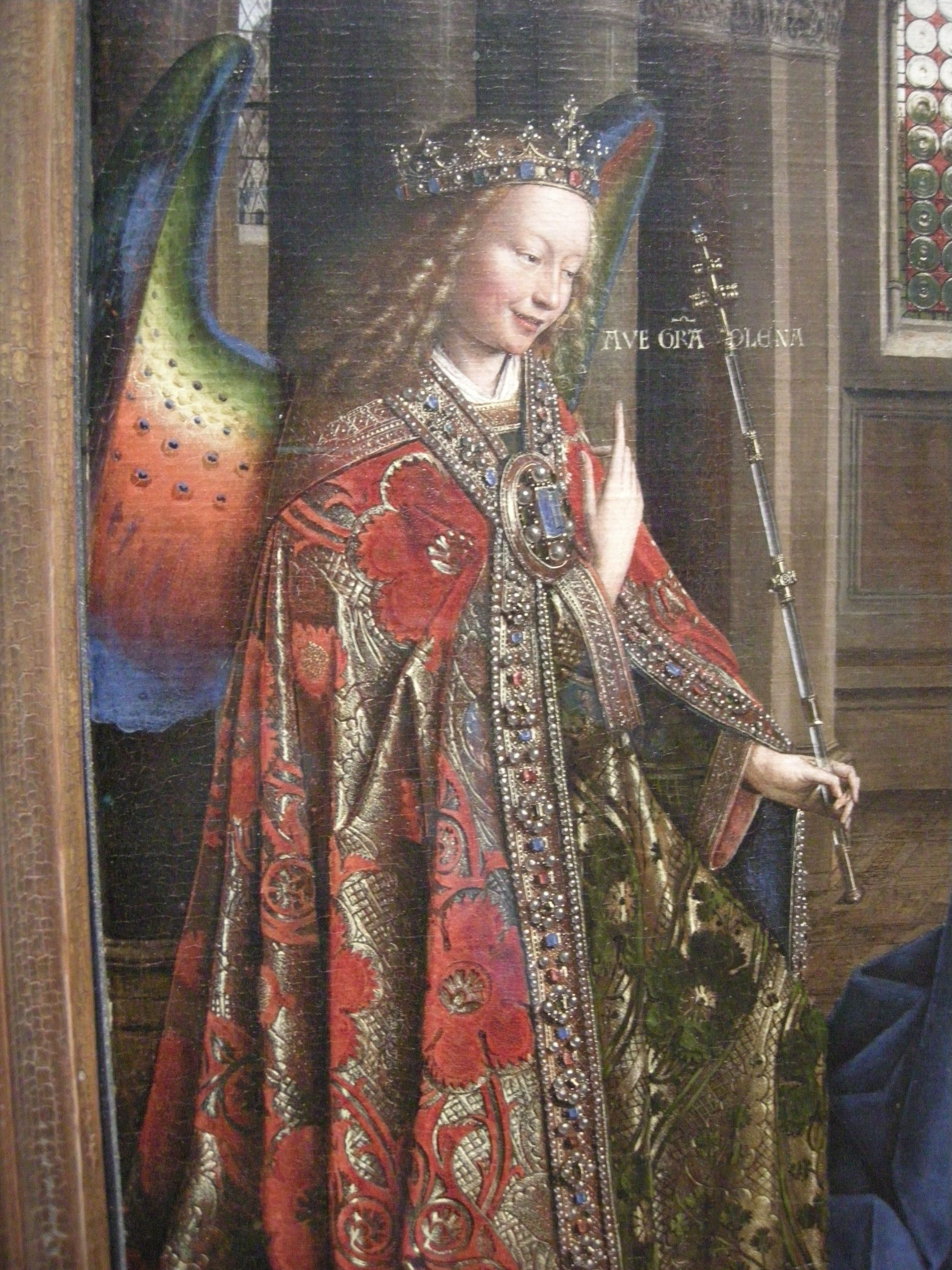
رئيس الملائكة جبريل مرتدياً غفارة مع مورس ضخم مرصع بالجواهر في عيد البشارة جان فان إيك، 1434-36.
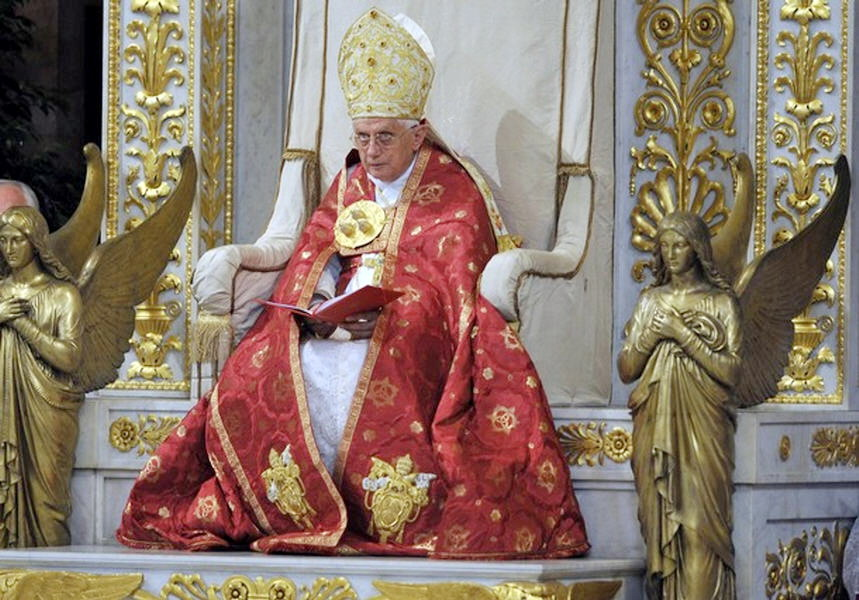
غفَّارة بابوية حمراء، مرتديها البابا بنديكتوس السادس عشر مع برطل.